# Istentava
Istentava (románul: Iștan-Tău) falu Maros megyében, Erdélyben. Közigazgatásilag Mezőbánd községhez tartozik.

## Fekvése
A Mezőség délkeleti részén fekszik, Mezőbándtól 6 km-re északnyugatra.